# Iulius Paulus
Iulius Paulus war ein römischer spätklassischer Jurist und möglicherweise auch Prätorianerpräfekt unter Kaiser Severus Alexander im frühen 3. Jahrhundert.

## Leben und Wirken
Ebenso wie Papinian war Paulus Schüler des Quintus Cervidius Scaevola. Er begann seine Ämterlaufbahn als adsessor des praefectus praetorio (und früheren Studienkollegen) Papinians. In dieser Eigenschaft war auch Ulpian tätig, mit dem er gemeinsam dem Consilium des Kaisers Septimius Severus angehörte. Unter Severus Alexander wurde er der spätantiken Historia Augusta zufolge schließlich selbst ins höchste kaiserliche Amt berufen und Prätorianerpräfekt (praefectus praetorio). Da dieses Geschichtswerk jedoch äußerst unzuverlässig ist, ist die Prätorianerpräfektur des Paulus, die in keiner anderen Quelle erwähnt wird, nicht sicher belegt. Auch war Paulus unter Kaiser Caracalla tätig.
Möglicherweise war er der Vater von Elagabals erster Frau Iulia Paula. Jedenfalls wurde er nach der Scheidung des Kaisers von diesem des Landes verwiesen. Elagabals Nachfolger Severus Alexander holte Paulus jedoch aus dem Exil zurück und nahm ihn in seinen Beraterstab auf. Über seine Lebensdaten ist nur bekannt, dass er vermutlich aus einer hellenistisch geprägten Region stammte und seinen Zeitgenossen Ulpian überlebt haben muss.
Paulus veröffentlichte viele und umfangreiche Werke zu sehr verschiedenen juristischen Themenbereichen. Im „Florentiner Index“ werden Paulus 24 mehrbändige und darüber hinaus 47 einbändige Werke zugeschrieben (darunter notae zu Julian, Marcellus, Scaevola und Neraz, 26 Bücher Quaestiones, sechs Berichte über Entscheidungen des Kaisergerichts und nahezu ebenso viele responsa). Von diesen sind nicht alle erhalten, auf sie wurde jedoch in späteren Veröffentlichungen anderer Autoren sowie in zusammenfassenden Veröffentlichungen Bezug genommen.
Unter den mehrbändigen Werken gilt sein Ediktskommentar (Ad Edictum) als seine umfangreichste Veröffentlichung, ein Monumentalwerk, das über 80 Bücher reicht. Enthalten ist eine Vielzahl von einzelnen Rechtsentscheidungen aus der klassischen Literatur. Paulus würdigte die Fälle kritisch und ordnete sie nach einem von ihm entworfenen System in die Bücher ein. Bedeutsam ist aber auch sein Kommentar zum Zivilrechtslehrbuch des Rechtslehrers Sabinus. Da Paulus eine sehr eigene und ihn typisierende prägnante Formulierungsweise pflegte, können ihm – über die im „Florentiner Index“ hinaus – weitere Werke zugeordnet werden. Er erlangte Gewicht auch für den Rechtsunterricht. Auf seinen Altersgenossen und Kollegen Papinian folgend, der den Rechtsstoff für das dritte Studienjahr lieferte, wurde im vierten und vorletzten Studienjahr sein Werk Responsorum libri XXIII als Textgrundlage herangezogen.
Während der Antike ging man davon aus, dass Paulus auch die fünf Bücher der Sententiae Receptae verfasst habe, vornehmlich sind diese im Breviarium Alaricianum erhalten geblieben. Die Schriften werden nach heutigen Erkenntnissen als „pseudopaulinische Sentenzen“ bezeichnet, da sie kaum von Paulus stammen dürften. Vermutet wird hinter dem Werk ein unbekannter Autor, der um 295 in der Provinz Africa wirkte. Erwähnenswert ist noch, dass Paulus Verfasser einer Sammlung von Dekreten der Kaiser Septimus Severus und Caracallas war, die in der Zeit häufig in Ediktskommentaren wiederkehrten und zu regelhaften Aussagen verwertet wurden.
Noch Jahrhunderte später hatten Paulus’ Schriften so großes Gewicht, dass die beiden Kaiser Theodosius II. und Valentinian III. ihn im Jahr 426 in die Galerie der unumstößlichen Zitiergrößen aufnahmen. Er befand sich dabei in der Gesellschaft weiterer Autoritäten, nämlich Gaius, Papinian, Ulpian und Modestin. Die Meinungen der fünf Juristen war nicht nur zu beachten, der Justizbeamtenapparat hatte seine Entscheidungen grundsätzlich nach deren Meinungsbildern auszurichten. Paulus und die anderen gaben insoweit zumeist die Rechtsfolgen vor. Unter Konstantin war Paulus neben Ulpian zwischenzeitlich (nämlich 321 n. Chr.) allerdings zensiert und verboten worden, da beide kritische Noten zu Responsen des vom Kaiser höher geschätzten Papinian verfasst hatten und sich damit in Widerspruch zur kaiserlichen Auffassung setzten.
Die nach Paulus benannte paulianische Anfechtungsklage ist bis heute im kontinentaleuropäischen Recht veranlagt, wenngleich nicht mehr unter dieser Bezeichnung.

## Werk
Œuvre:
- De adsignatione libertorum liber singularis
- De adulteriis libri II
- De adulteriis liber singularis
- De appellationibus liber singularis
- De articulis liberalis causae liber singularis
- Brevium (ad edictum) libri XXIII
- De censibus libri II
- De centum-/septemviralibus iudiciis liber singularis
- De cognitionibus liber singularis
- De conceptione formularum liber singularis
- De concurrentibus actionibus liber singularis
- Decretorum libri III
- De donationibus inter virum et uxorem liber singularis
- De dotis repetitione liber singularis
- Ad edictum libri LXXX
- Ad edictum aedilium curulium
- Epitome Alfeni digestorum et Labeonis
- De excusationibus tutelarum liber singularis
- De fideicommissis libri III
- De forma testamenti liber singularis
- Imperialium sententiarum in cognitionibus proletarum libri VI
- De iniuriis liber singularis (nur erhalten in der Collatio)
- De inofficioso testamento liber singularis
- Institutionum libri II
- De instrumenti significatione liber singularis
- De intercessionibus feminarum liber singularis
- De iure codicillorum liber singularis
- De iure fisci libri II
- De iure libellorum liber singularis
- De iure patronatus liber singularis
- De iure singulari liber singularis
- De iuris et facti ignorantia liber singularis
- De iurisdictione tutelari (ed. secunda) (in Fragmenta Vaticana)
- Ad legem aeliam Sentiarn libri III
- Ad legem Cinciam liber singularis
- Ad legem Falcidiam liber singularis
- Ad legem Fufiam Caniniam liber singularis
- Ad legem Iuliam libri II
- Ad legem Iuliam et Papiam libri X
- De liberali causa liber singularis
- De libertatibus dandis liber singularis
- Manualium libri III
- Ad Municipalem liber singularis (nur in der Fragmenta Vaticana)
- Ad Neratium libri IV
- De officio adsessorum liber singularis
- De officio praefecti urbis liber singularis
- De officio praefecti vigilium liber singularis
- De officio praetoris tutelaris liber singularis (nur in der Fragmenta Vaticana)
- De officio proconsulis libri
- Ad orationem divorum Marci Antonioni et Commodi liber singularis
- Ad orationem divi Severi liber singularis
- Ad Plautium libri XVIII
- De poenis militium liber singularis
- De poenis omnium legum liber singularis
- De poenis paganorum liber singularis
- De portionibus quae liberis damnatorum conceduntur liber singularis
- De publicis iudiciis liber singularis
- Quaestionum libri XXVI
- Ad regulam Catonianam liber singularis
- Regularum libri VII
- Regularum liber singularis
- Responsorum libri XXIII
- Ad (Masurium) Sabinum libri XVI
- De secundia tabulis liber singularis
- De senatus consultis liber singularis
- Ad senatus consultum Claudianum
- Ad senatus consultum Libonianum
- Ad senatus consultum Oritianum
- Ad senatus consultum Silanianum
- Ad senatus consultum Tertullianum
- Ad senatus consultum Turpillianum
- Ad senatus consultum Vellaeanum
- Sententiarum ad filium libri V
- De septemviralibus iudiciis
- De tacitis fideicommissis lieber singularis
- De testamentis liber singularis
- Variarum lectionum liber singularis
- Ad Vitellium libri IV